# Frank A. Vanderlip
Frank Arthur Vanderlip, Sr. né le 17 novembre 1864; décédé le 30 juin 1937, est un banquier américain.

## Biographie
Il fut secrétaire adjoint du Trésor des États-Unis entre 1897 et 1901 et président de la National City Bank de 1909 à 1919.
Il est aussi connu pour son rôle dans la création de la Réserve fédérale. Dans un article du Saturday Evening Post, il avoua que « The Federal Reserve Act » a été conçu et préparé en 1910 sur l'île de Jekkyl Island.